# كارثة أودر البيئية 2022
كارثة أودر البيئية عام 2022 هي حادثة موت جماعي للأسماك والقنادس وغيرها من الحيوانات البرية في نهر أودر في بولندا وألمانيا وقعت في 11 أغسطس 2022، مما تسبب في أزمة صحية وبيئية في أجزاء كبيرة من البلاد، وبالتالي فضيحة سياسية.

## اكتشاف الواقعة
في 11 أغسطس 2022، أزال المتطوعون والصيادون ما لا يقل عن 10 أطنان من الأسماك الميتة على طول مسافة تبلغ 200 كيلومتر (120 ميل) على امتداد النهر شمال أولاوا في جنوب غرب بولندا. حيث اكتشف الصيادون المحليون موت الأسماك والأحياء المائية قبل انتباه أي هيئة تنظيمية لذلك.
وأظهرت الصور العلوية للنهر حجم الضرر غير المسبوق.

## الاختبارات
يشتبه أن سبب الكارثة هو التسمم بمادة سامة غير معروفة. وقد أظهرت عينات المياه التي جرى أخذها في 28 يوليو وجود احتمال كبير بأن يكون التلوث ناتجًا عن مركب ميسيتيلين، على الرغم من أن هذا لم يكن موجودًا في العينات المأخوذة بعد 1 أغسطس.
وجد معمل اختبار ألماني آثارًا لمادة الزئبق، لكن الحكومة البولندية أنكرت السبب باعتباره تسممًا بالزئبق وزعمت أن اختباراتهم لم تعثر على شيء من هذا القبيل. تعتقد المعامل الألمانية أن هذا قد يكون نتيجة كمية كبيرة من الملح في الماء.

## التداعيات
تعرض النظام البيئي للنهر لأضرار بالغة، وربما في حالة كان السبب هو التسمم بالزئبق فإن استعادة النظام البيئي غير ممكنة. هناك أيضًا عواقب صحية خطيرة محتملة على البشر.

## ردود الفعل
تعرض رئيس وزراء بولندا ماتيوز موراويكي لضغوط للتحرك عقب الكارثة، وأقال العديد من كبار المسؤولين الحكوميين نتيجة لذلك. وقد تسبب هذا بدوره في حدوث انقسامات داخلية في حزب القانون والعدالة الحاكم.
كان رد فعل السكان المحليين غاضبًا على تصرفات الحكومة، ومع تجنب التلفزيون الحكومي الإبلاغ عن هذا الموضوع، بدأت مزاعم واسعة النطاق بمحاولة الحكومة التغطية على الحدث. وقالت الحكومة البولندية إن الجناة سيعاقبون بشدة، وألقت باللوم أيضًا على السياسيين المعارضين مثل دونالد تاسك ورافاي ترزاسكوفسكي، وقارنت الوضع بأحداث سابقة أخرى غير ذات صلة في وارسو وغدانسك، حيث يتولى حزب المنصة المدنية المُعارض السلطة. كما ألقى Grzegorz Witkowski، وهو وزير في الحكومة، باللوم على علماء البيئة وصرح أن النهر آمن. ووجهت الانتقادات أيضا إلى العمداء المحليين.
صرح الصيادون أنه من غير المحتمل أن يتمكنوا من الصيد مرة أخرى في النهر.
ووصف ستيفي ليمكي، وزير البيئة في ألمانيا، الوضع بأنه كارثة بيئية مروعة.